# Clanis undulosa
Clanis undulosa là một loài bướm đêm thuộc họ Sphingidae. Các đề cửPhân loài được tìm thấy ở miền nam Viễn Đông Nga, bán đảo Triều Tiên và đông bắc Trung Quốc, as far as phía nam và phía tây as Thiểm Tây và Hebei. South from Tứ Xuyên (Baoxing), Hồ Bắc, Giang Tây (Guling) và Chiết Giang (Tianmu Shan), it is replaced by ssp. gigantea, which ranges phía tây đến Nepal và south, qua Thái Lan và Việt Nam, to bán đảo Mã Lai.

## sự miêu tả
Sải cánh dài 100–120 mm for ssp. undulosa và 118–160 mm for ssp. gigantea. Adults of Các đề cửPhân loài are on wing từ tháng 6 đến đầu tháng 8 in Korea.

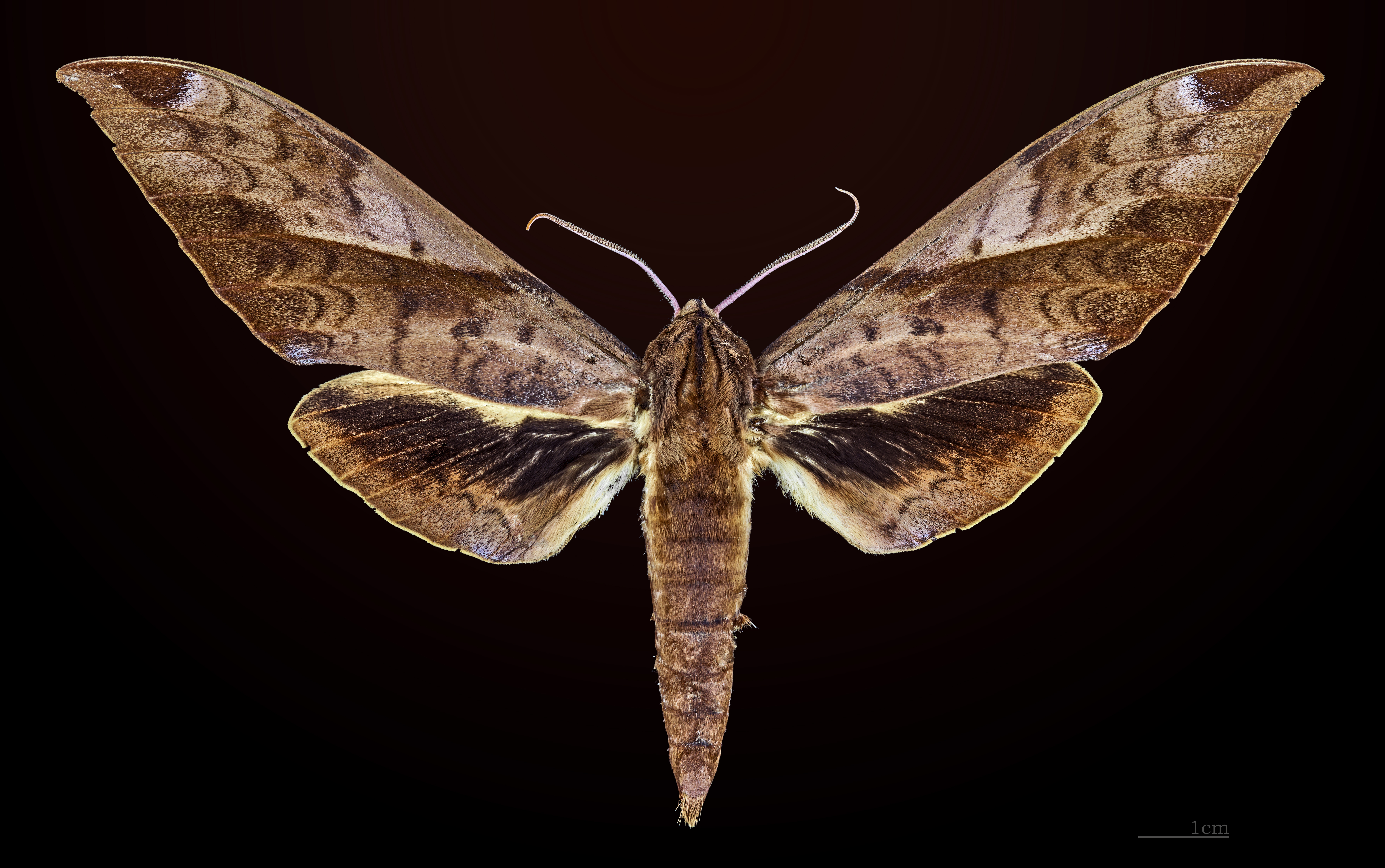
Clanis undulosa ♂
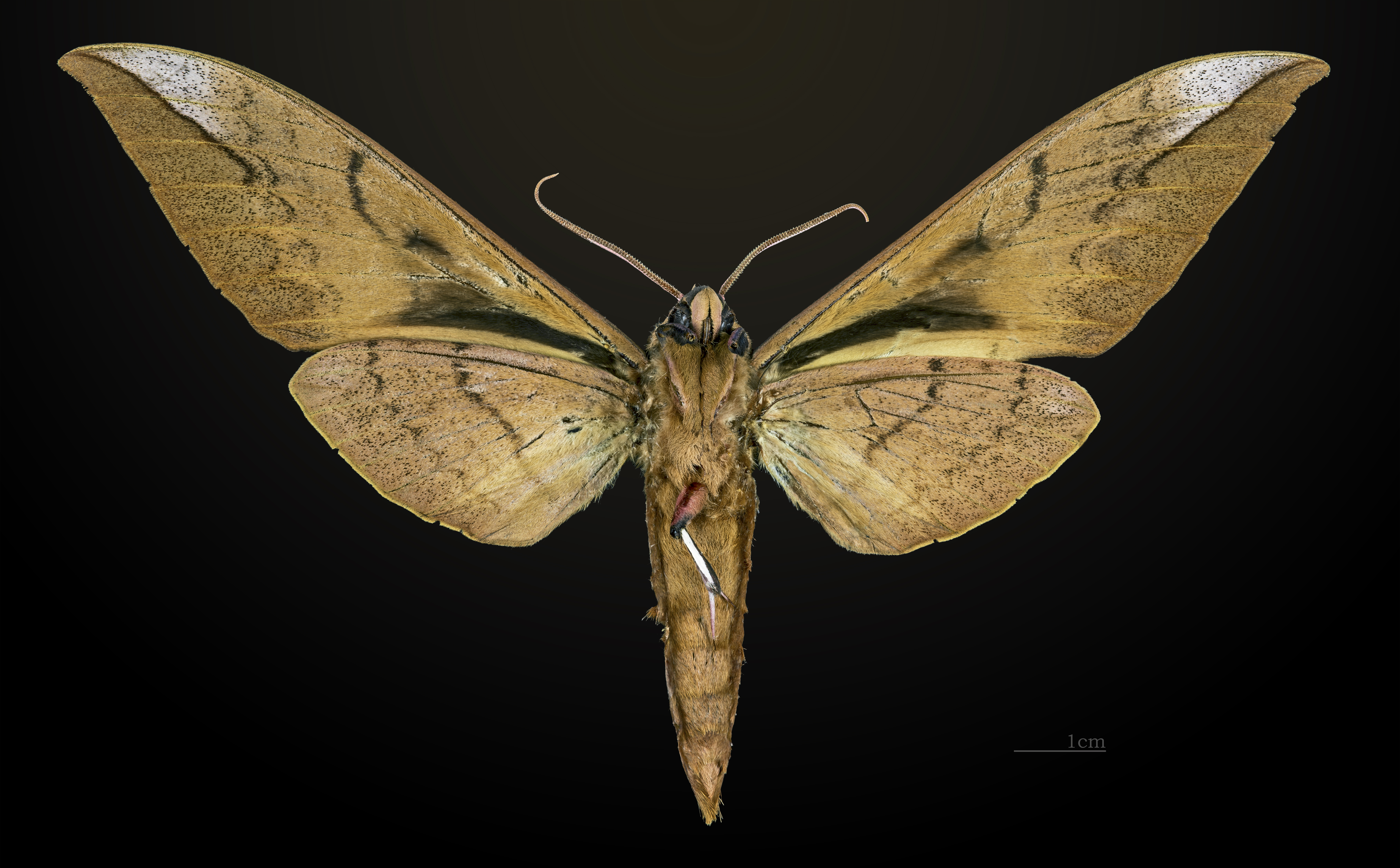
Clanis undulosa ♂ △
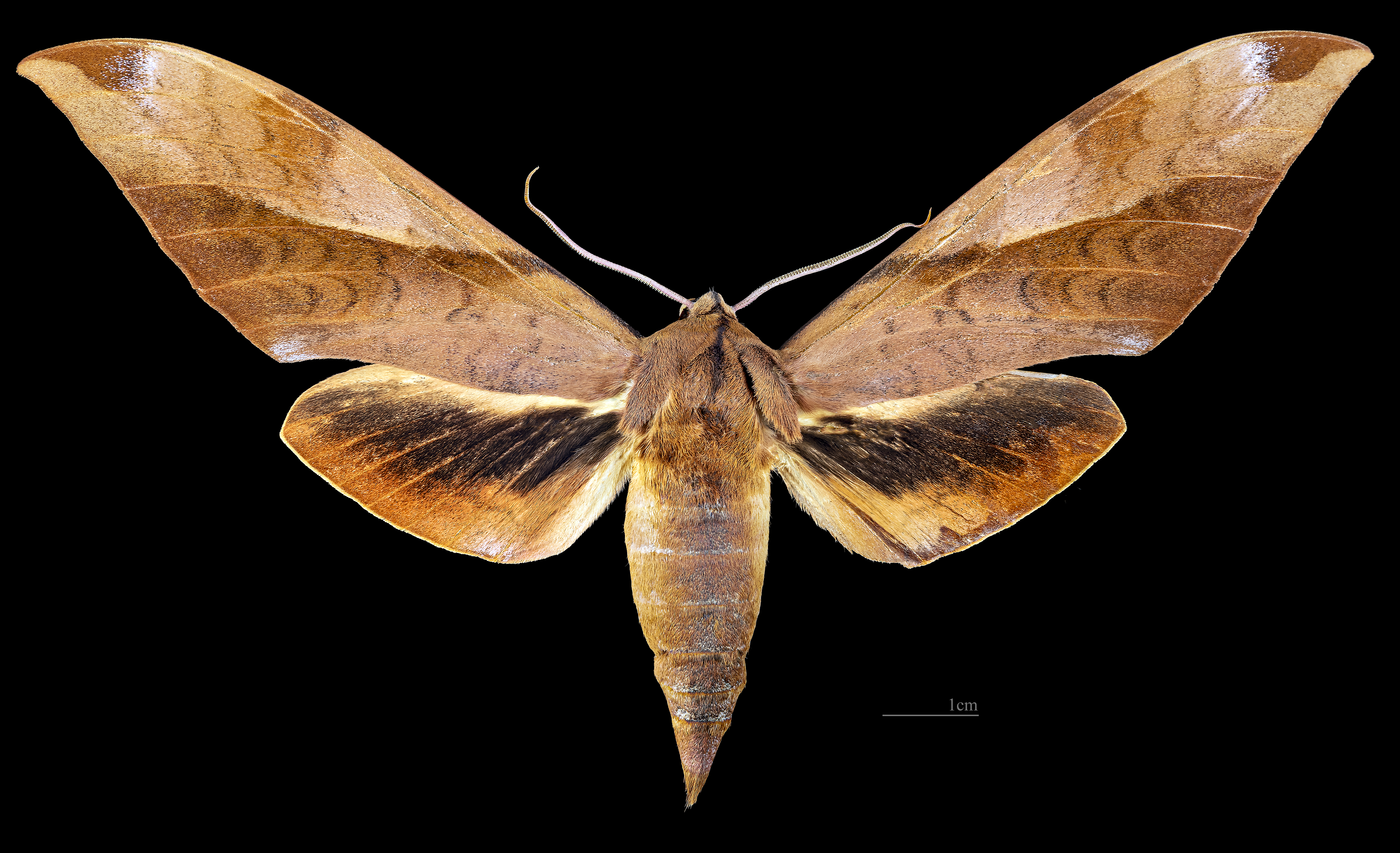
Clanis undulosa ♀
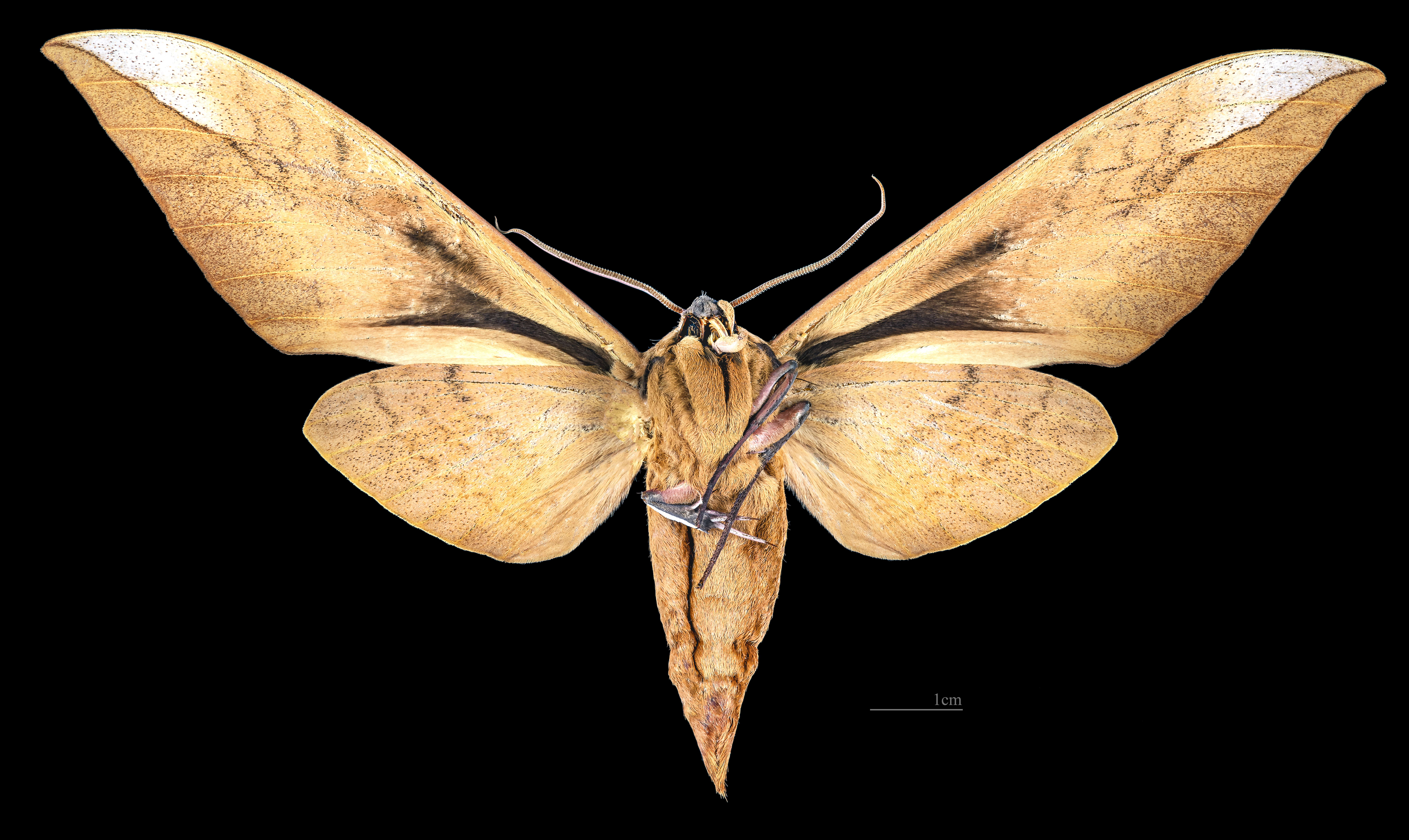
Clanis undulosa ♀ △

## sinh học
The food plants of Các đề cửPhân loài are unknown. The larvae of ssp. gigantea have been recorded on Lespedeza viatorum in Quảng Đông và on Lespedeza thompsoni ở đông bắc Ấn Độ.

## Phụ loài
- Clanis undulosa undulosa (miền nam Russian Far East, the Korean Peninsula và đông bắc China, as far phía nam và phía tây as Thiểm Tây và Hebei)
- Clanis undulosa gigantea Rothschild, 1894 (South from Tứ Xuyên, Hồ Bắc, Giang Tây và Chiết Giang phía tây đến Nepal và đông bắc Ấn Độ và south, through Thailand và Vietnam, to bán đảo Mã Lai)